# Arzler Pitzeklamm

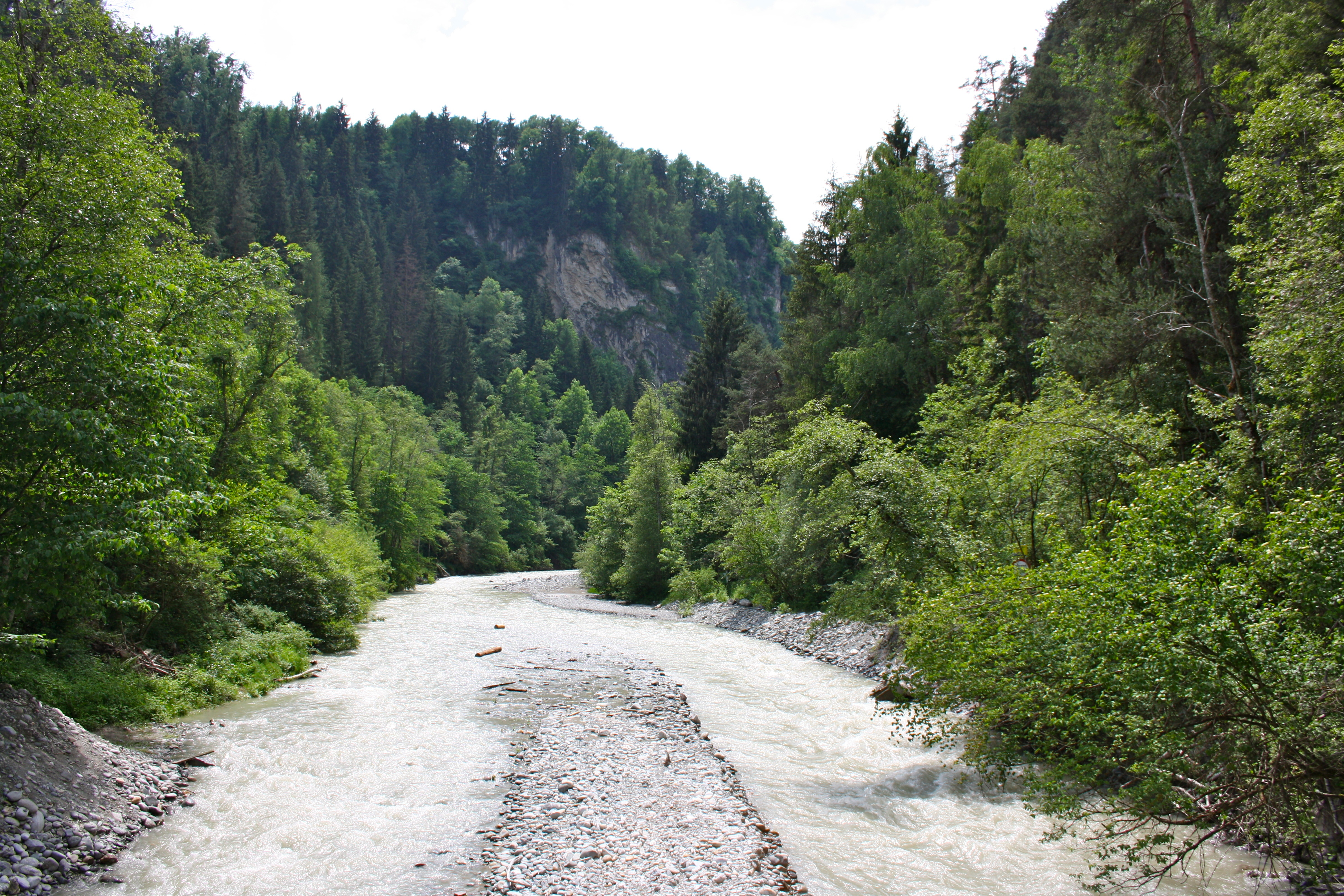
Arzler Pitzeklamm

Die Arzler Pitzeklamm, auch Pitzenklamm, ist eine Klamm des Flusses Pitze in der Gemeinde Arzl im Pitztal in Tirol.

## Lage und Charakteristik
Die etwa einen Kilometer lange Klamm bildet den untersten Abschnitt des Pitztals bis zur Mündung der Pitze in den Inn. Sie wird oben (830 m ü. A.) von einer Straßenbrücke nach Wald im Pitztal und unten (711 m ü. A.) von der Bahnstrecke der Arlbergbahn am Innufer begrenzt. Die Arzler Pitzeklamm bildete sich im Anschluss an die Würm-Kaltzeit durch die Erosion der Pitze heraus. Im Übergangsgebiet zwischen Kalkfels und Moränenschotter entstanden beidseitig steile, unzugängliche Hänge. Die Vegetation ist durch seltene, abwechslungsreiche Waldgesellschaften geprägt, darunter Bergahorn-Eschen-Wälder und Linden-Mischwälder. Sie profitiert von hoher Luftfeuchtigkeit und instabilen Bodenverhältnissen.
Im Jahr 1986 wurde der neuerrichtete Steig durch die Klamm nach Luis Trenker, dessen Vater in Arzl im Pitztal geboren worden war, Luis-Trenker-Steig benannt. Am Eingang der Schlucht verbindet seit 1995 eine Fußgänger-Hängebrücke die Orte Arzl und Wald. Das zunächst Pitzenklammbrücke genannte Bauwerk trägt seit 2005 nach dem gebürtigen Arzler Benni Raich den Namen Benni-Raich-Brücke. Sie hat eine Spannweite von 137,7 m. Mit einer Höhe von 94 m wird sie auch zum Bungeespringen genutzt.

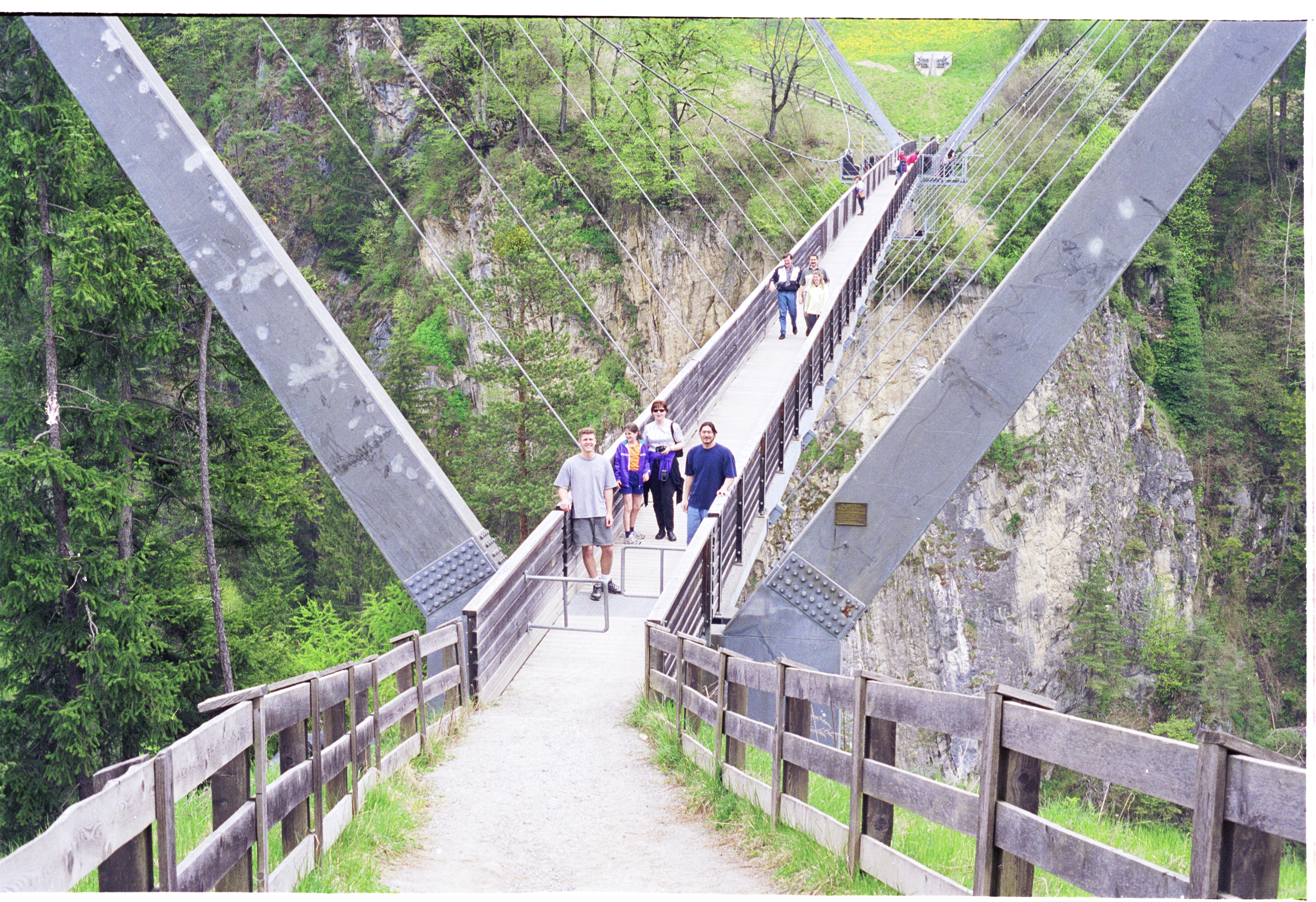
Benni-Raich-Brücke
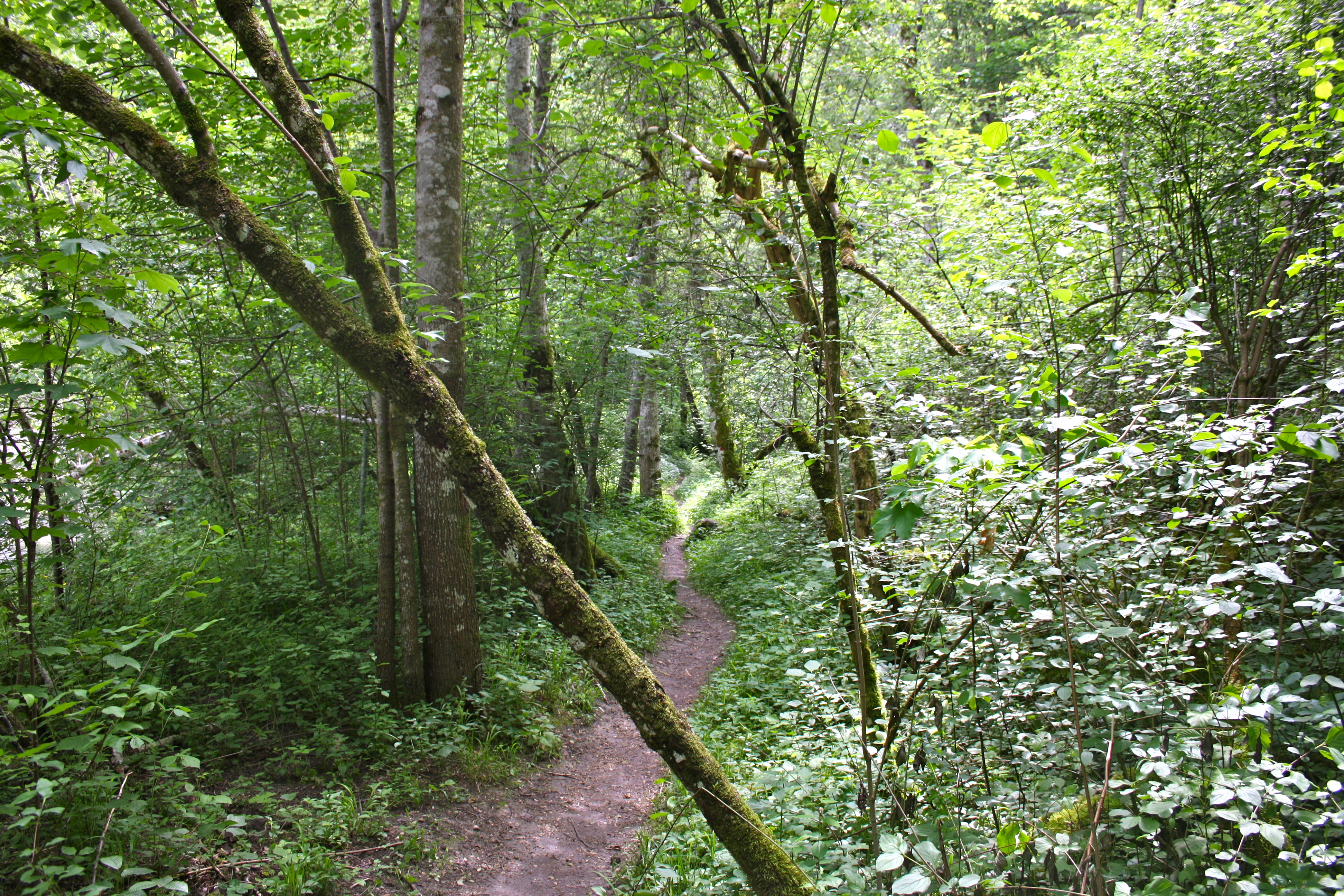
Grauerlen-Auwald
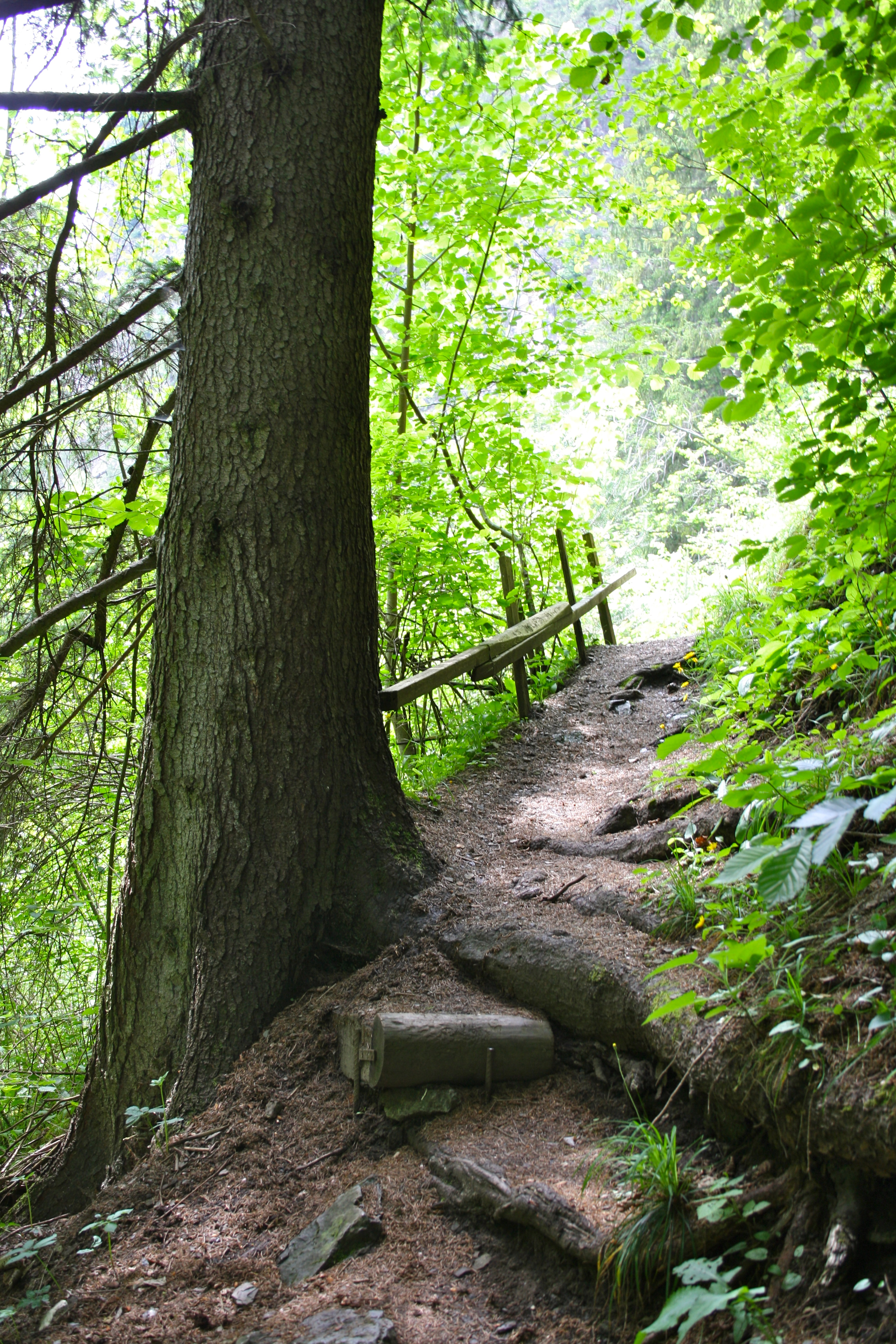
Luis-Trenker-Steig
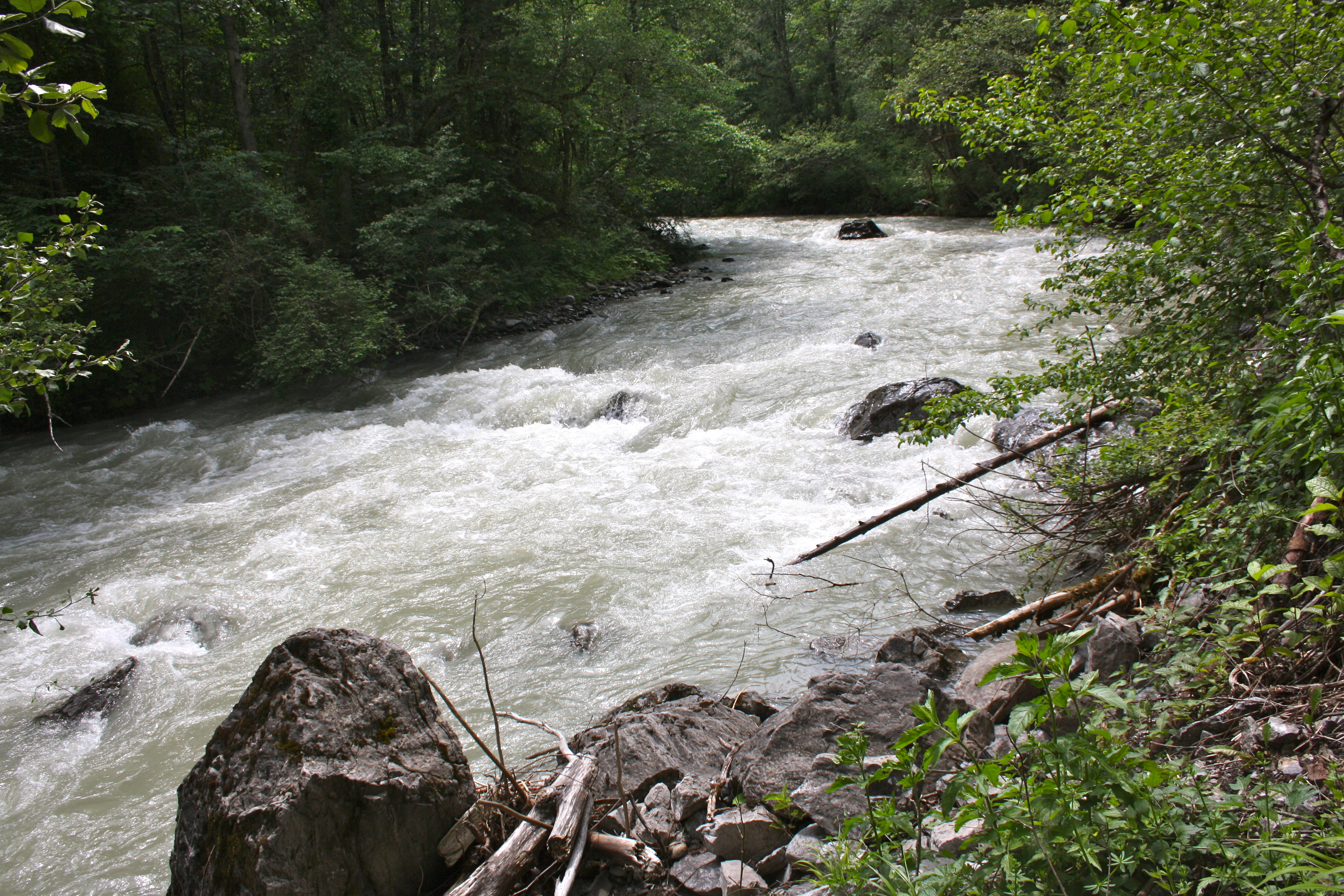
Unterlauf der Pitze
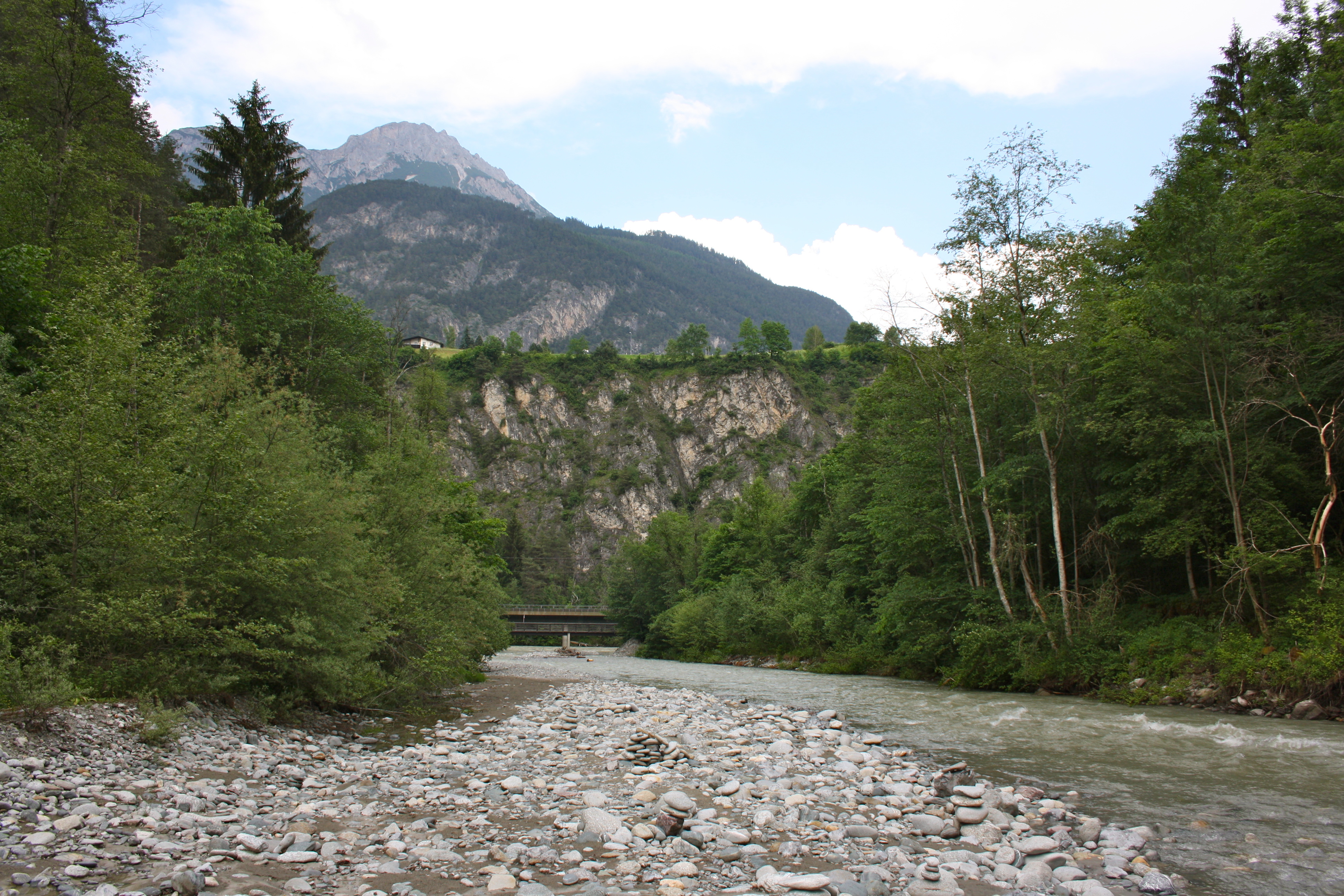
Mündung der Pitze

## Schutzstatus
Das 2003 geschaffene Landschaftsschutzgebiet Arzler Pitzeklamm entspricht mit 31,2 Hektar flächenmäßig dem 2004 anerkannten Natura-2000-Gebiet Arzler Pitzeklamm. Es ist Teil des Naturparks Kaunergrat und verläuft beiderseits der Pitze von der Benni-Raich-Brücke bis zur Bahnbrücke am Inn. Das Gebiet ist zu 80 % bewaldet und besteht zu 12 % aus Wasserflächen. Es befindet sich zum Teil in Privatbesitz und zum Teil im Besitz der Republik Österreich. Ein Teil des Gebiets ist das Naturwaldreservat Arzler Pitzeklamm, das sich über eine Fläche von 19,5 Hektar erstreckt.